# Georg Sessler
Georg Sessler, född 29 juni 1943 i Budapest, Ungern, är en svensk fotograf, konstnär och författare. 

## Biografi
Sessler kom till Sverige som flykting under Ungernrevolten 1956. Han utbildade sig som fotograf vid Industri- och hantverksskolan på Kungsholmen i Stockholm och har senare studerat grafisk form vid Konstfack, samt genomfört universitetsstudier i konstvetenskap, barnkultur och etnologi. År 1962 anställdes han som assistent åt fotografen K.W. Gullers, och är sedan 1969 verksam som frilansfotograf.
Sessler var en av grundarna till bildbyrån Bildhuset, senare Scanpix. Åren 1980–82 var han ordförande i Svenska Fotografers Förbund. Han har gjort tre offentliga utsmyckningar, ett tjugotal separatutställningar och har medverkat i ett trettiotalet böcker. Sessler har även skrivit debatt- och kulturartiklar i dagspress och fotopress.

### Medverkande
- A bit of Sweden: en bildberättelse om Finspång, text Robert Rock, foto Peter Gullers, K.W. Gullers och Georg Sessler (Stockholm: Gullers produktion, 1968)
- Marit Paulsen, Sture Andersson och Georg Sessler, Rätten att vara människa: studiehandledning (Stockholm: Brevskolan, 1975)
- Marit Paulsen, Sture Andersson och Georg Sessler, Om familjen Eriksson (Stockholm: Rabén & Sjögren, 1976)
- Agneta Sandelin och Georg Sessler, Ett korsvirkeshus i Viken: gamla metoder och material i 1980-talets perspektiv (Stockholm: Inst. för konstvetenskap, Stockholms univ., 1988)
- Inger Ärlemalm, Lantbrevbäraren, foto Georg Sessler (Hedemora: Gidlund, 1989)
- Ulrica Croné, God vård på mina villkor: några synpunkter på vad som är viktigt för den som blir svårt sjuk, foto Georg Sessler (Stockholm: Svensk sjuksköterskefören., 1990)
- Bengt af Klintberg, Sagan om Rane, foto Georg Sessler (Stockholm: Gidlund, 1990)
- Mats Kalin och Karin Prellner, Råd vid handläggning av luftvägsinfektioner i öppenvård, ill. Ninnie Johansson, foto Georg Sessler (Södertälje: Astra läkemedel, 1995)
- Stefan Franzén och Jan Hedman (red.), Marknad för ergonomi?, foto Georg Sessler (Stockholm: Rådet för arbetslivsforskn., 1996)
- Human calligraphy: photographs, text Niclas Österlind, foto Georg Sessler, övers. Louise Elmessaar (Stockholm: Normandie, 2006)
- Midvinterblot, text Georg Sessler och Görel Cavalli-Björkman, foto Georg Sessler och Per Myrehed (Stockholm: Nationalmuseum, 2007)